# The Ramen Girl
The Ramen Girl è un film del 2008 diretto da Robert Allan Ackerman, con Brittany Murphy, Toshiyuki Nishida, Tammy Blanchard, Sohee Park e Gabriel Mann.

## Trama
Abby, una giovane americana, si trasferisce a Tokyo per stare con il fidanzato Ethan, ma ben presto la loro relazione finisce quando lui le confessa di non essere pronto a condividere la sua vita con lei. Sola in una città straniera, Abby cade in uno stato di smarrimento e tristezza finché, in una sera di pioggia, si rifugia in un piccolo ramen-ya gestito dal burbero Maezumi e da sua moglie Reiko. Qui, un semplice piatto di ramen la conforta in modo inaspettato, spingendola a voler apprendere l’arte di questa tradizione culinaria.
Nonostante l’iniziale resistenza di Maezumi, Abby lo convince a prenderla come apprendista, ma il percorso è arduo: il maestro è severo e inflessibile, obbligandola prima a imparare il rispetto per il lavoro e l’armonia del locale. Nel frattempo, Abby stringe nuove amicizie con Gretchen, una hostess americana, Daniel, un ragazzo inglese amante della vita notturna, e con il gentile Yuki, che si innamora subito di lei. Inoltre, conosce Toshi, un manager che sogna di diventare musicista, con cui nasce un’intensa relazione.
Col tempo, Abby inizia a comprendere che cucinare ramen non è solo una questione di tecnica, ma di emozione e passione. Quando Maezumi sfida il rivale Udagawa per dimostrare che la sua apprendista è degna di ereditare il ramen-ya, Abby dà il massimo. Tuttavia, il suo ramen innovativo non ottiene la benedizione del Gran Maestro, e Maezumi perde la scommessa, vedendosi costretto a chiudere il locale.
In un toccante confronto finale, Maezumi confessa ad Abby di aver visto in lei lo spirito combattivo giapponese e la nomina sua erede simbolica. Con questa nuova consapevolezza, Abby torna a New York e apre il suo ramen-ya, mantenendo vivi gli insegnamenti del suo maestro. Mesi dopo, Toshi la raggiunge, avendo finalmente trovato il coraggio di seguire il suo sogno musicale, e i due si ricongiungono, suggellando il loro lieto fine.